# 김응주
김응주(金應柱, 1910년 10월 16일 ~ 2002년 4월 4일)는 대한민국 제4·5·7·8대 국회의원이다. 본관은 청주이며, 평안남도 평성 출신이다.

## 학력
- 경성제1고등보통학교 졸업(1929년)
- 서울대 법과대학 학사 졸업(1948년)
- 대한민국 국방대 행정학사 2기(1957년)

## 약력
- 민주당당창당발기인및기획위원
- 부산석탄주식회사사장
- 신민당중앙위원회의장및정무위원
- 신민당정책심의회부의장
- 신민당부산시제1지구당위원장
- 신민당중앙상무위원회의장

## 역대 선거 결과
|  | 17.34% |

|  | 23.38% |

|  | 72.55% |

|  | 70.05% |

|  | 27.49% |

|  | 51.64% |

|  | 53.34% |

|  | 23.26% |